# Ruben Karsters
Ruben Karsters (Paramaribo, 22 mei 1941 - 5 maart 2013) was een Surinaams beeldend kunstenaar.
Ruben Karsters behaalde de LO-akte voor tekenen aan de CCS-School voor Beeldende Kunsten in Paramaribo van 1957 tot 1960, de Vooropleiding van de Tilburgse Academie van 1961 tot 1963 en de Rijksacademie voor Beeldende Kunst in Amsterdam.
Karsters had een klassieke opleiding achter de rug en probeerde met zijn werk een bijna fotorealistische natuurgetrouwheid te bereiken. Door gedekte kleuren te gebruiken, kreeg zijn werk vaak een zekere melancholie mee. Hij werkte in olieverf, pastel, met potlood en soms met ballpoint en bereikte een grote precisie. Soms wist hij door het aangeven van scherpe contouren tegen een onscherpe achtergrond de bedrieglijke suggestie te wekken dat er sprake was van een bewerkte foto. Wanneer hij inderdaad naar foto's werkte, gaf hij zijn werk het bijschrift commercial art. Aan sommige van zijn werken gaf hij een symboolwaarde mee (zoals het olieverfschilderij De pil, waarmee hij de rol van de kerk inzake anticonceptie kritiseerde: een naakte vrouw heeft op haar schoot een bord met een dampend worstje), maar vaak maakte hij portretten of modelschilderijen. Beroemd is zijn portret van de dichter R. Dobru.
Zijn werk bevindt zich in privécollecties in Europa, Zuid-Amerika en de Verenigde Staten.